# Thma Puok
Thma Puok (tiếng Khmer: ថ្មពួក) là một huyện (‘‘Srok’’) của Banteay Meanchey, một tỉnh ở tây bắc Campuchia

## Hành chính
Huyện này được chia ra thành 6 xã (khum).

### Xã và làng
| Khum (Xã)      | Phum Làng |
| -------------- | --- |
| Banteay Chhmar | Kouk Samraong Koet, Kbal Tonsaong, Banteay Chhmar Cheung, Bangtey Chmar Khang Lech, Kbal Krabei, Banteay Chhmar Tboung, Trapeim Thlok, Thma Daekkeh, Thlok, Kouk Samraong Lech, Srah Chrey, Prey Changha, Prasat Tbeng, Dang Rek     |
| Kouk Kakthen   | Dei, Sdau, Treas, Kouk Kakthen, Ta Siev, Chonleas Dai, Ta Trai, Preah Chhor, Kouk Khpos |
| Kouk Romiet    | Kouk Prich, Srae L'a, Kouk Romiet, Sdau, Thmei, Ta Lei, Sereika, Ta Song, Trapeang Samraong, Phlov Bambaek, Thma Chhatr, Voa Preng, Pram Minea, Sameakki, Banteay Mean Rit, Spean, Kandaol, Kdoeb Thmor, Boeng Ta Srei, Boeng Sokrom |
| Kumru          | Andoung Khlong, Kumru, Ta Yueng, Aekakpheap, Phsar Thmei, Svay Chrum, Prey Veng |
| Phum Thmei     | Kab Chaor, Kouk Svay, Rumlum Chrey, Thmei Lech, Thmei Kandal, Thmei Khang Tbong, Totea |
| Thma Puok      | Thma Puok, Neak Ta, Voat Chas, Kasen, Svay, Thnal Dach, Anlong Trach |